# Casalvieri
Casalvieri är en ort och kommun i provinsen Frosinone i regionen Lazio i Italien. Kommunen hade 2 635 invånare (2018).